# 戴敦邦
戴敦邦（1938年2月7日—），字政，自号民间艺人，上海人，原籍江苏镇江丹徒石马乡，中华人民共和国国画家。曾为多部中国古典名著、诗词等古典题材作品绘制插图，属于国画风格，画风细腻，人物形象生动传神。

## 作品
《戴敦邦缘画红楼录》、《戴敦邦新绘全本红楼梦》、《戴敦邦道教人物画集》、《戴敦邦新绘全本水浒传》、《长恨歌》、《聊斋》、《石壕吏》等。他也是1998年央視《水滸傳》電視劇的人物造型設計者。